# 厚別町小野幌
厚別町小野幌（あつべつちょう このっぽろ）とは、札幌市厚別区の地名。同区内の北東端に位置し、江別市に隣接する。
かつての厚別町小野幌は広範囲を指していたが、市街地が厚別東や厚別北として分区されたため、東側の野幌森林公園内の地域と、西側の野津幌川と小野津幌川の合流地点周辺とに分断された形となっている。

## 歴史
1889年（明治22年）、山口県から入植した秋本槌五郎によって開拓が始まった。当時、小野幌は江別村に属していた。
しかし小野幌の住民の生活は白石村の厚別地区と密接に関わりあっていたため、1913年（大正2年）に小野幌の一部が、1918年（大正7年）には残る全域が白石村に編入された。
野幌森林公園内の「瑞穂の池」は、この地域の水田化が進み灌漑用水が不足したため、1928年（昭和3年）に貯水池として造られたものである。

## 施設
- 道立自然公園野幌森林公園
  - 北海道百年記念塔
  - 北海道博物館
  - 北海道開拓の村
- 札幌市立厚別北中学校（西側の地域に所在）